# دلمون
شهر دلمون  در بخش دلمون در ایالت ژورا در کشور سوئیس واقع شده‌است که ۱۱٬۴۰۰ نفر جمعیت دارد.

## نگارخانه

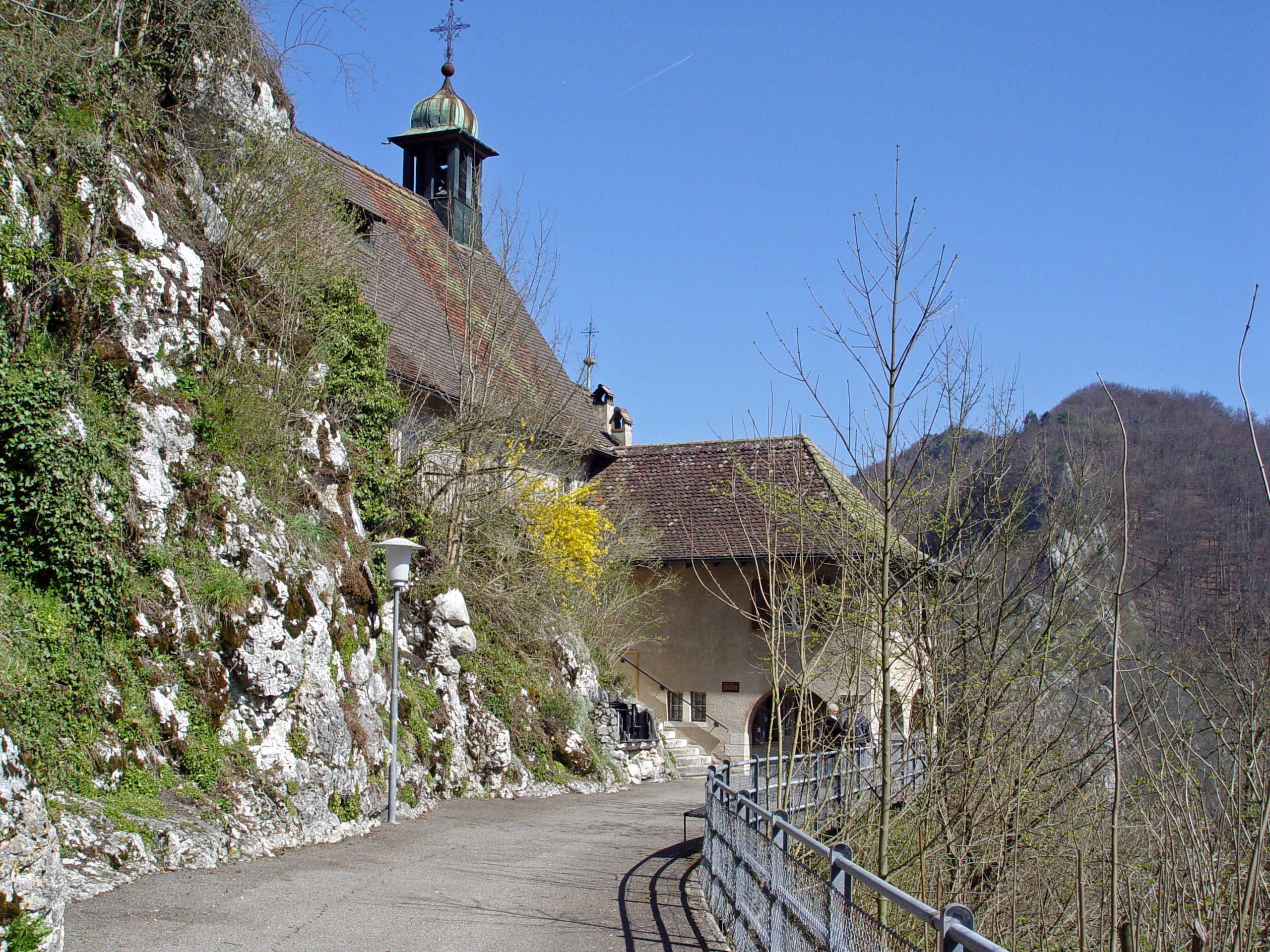
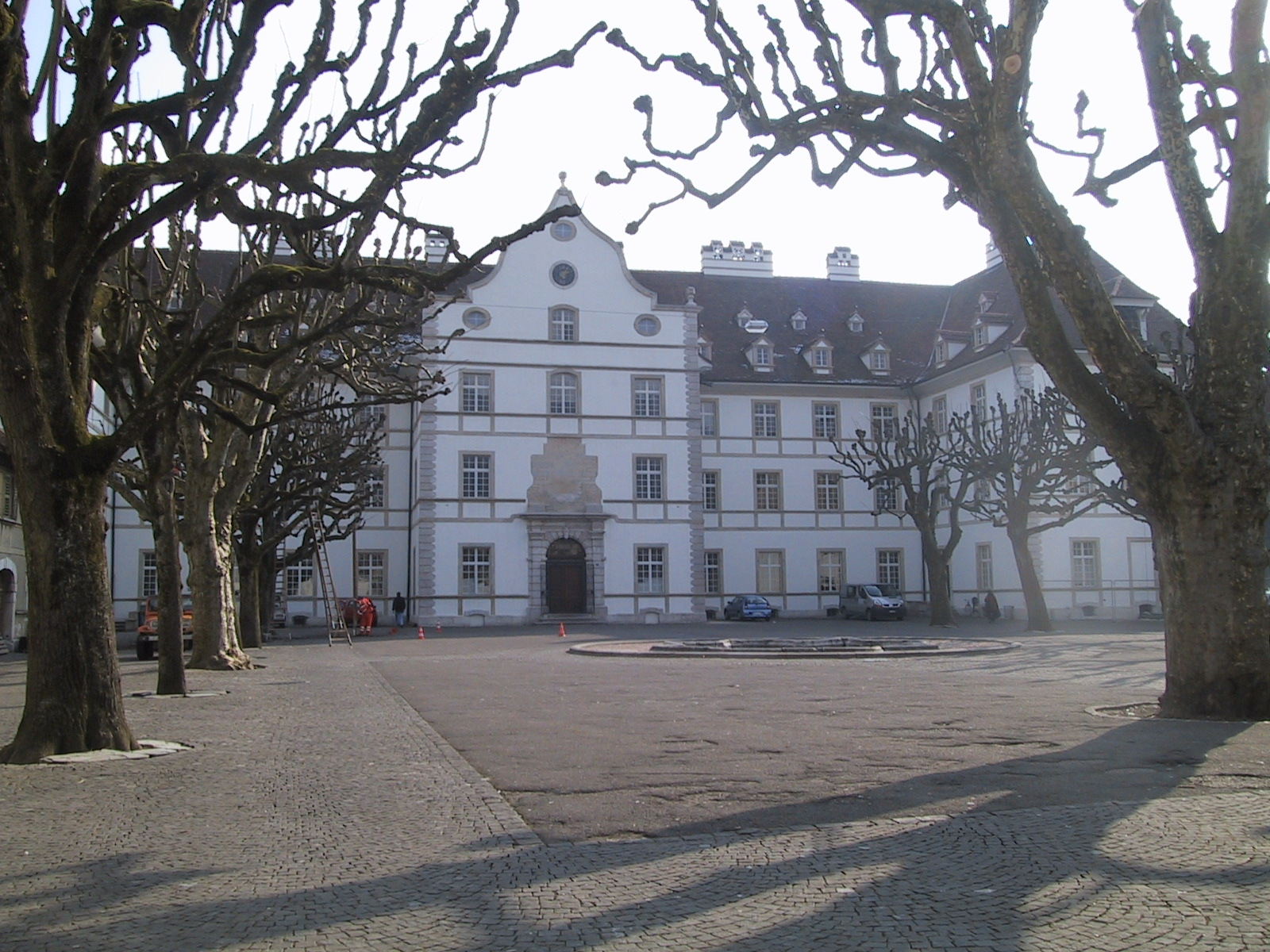
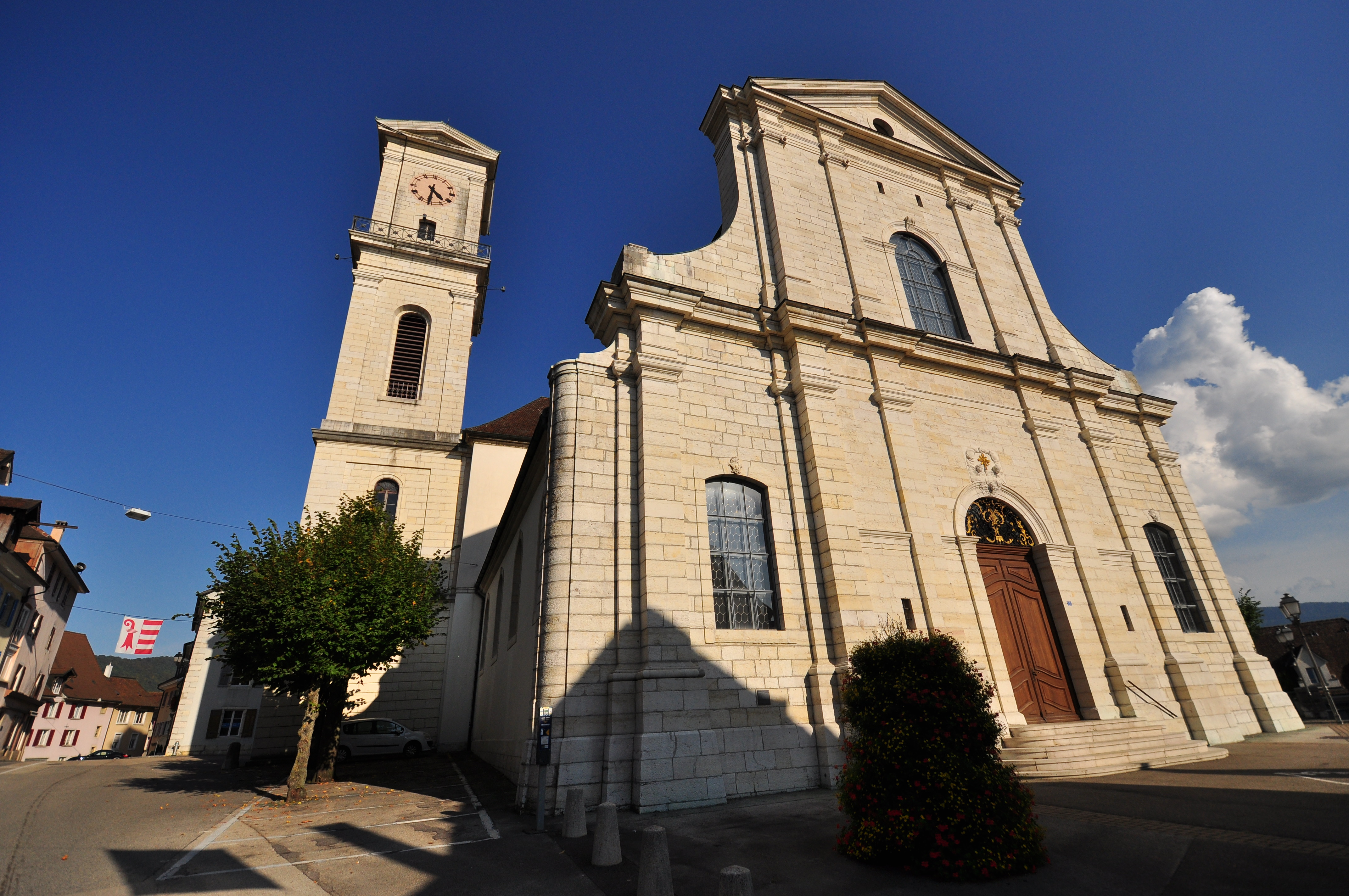
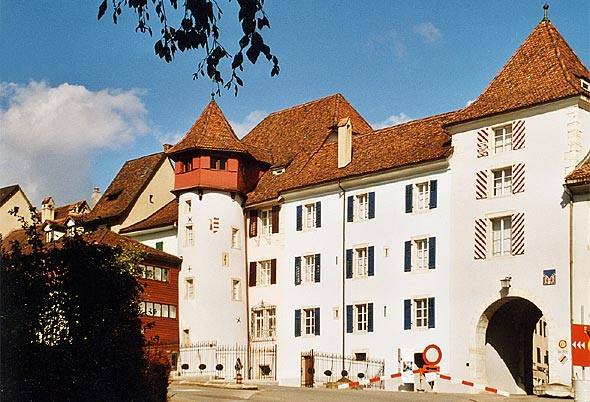
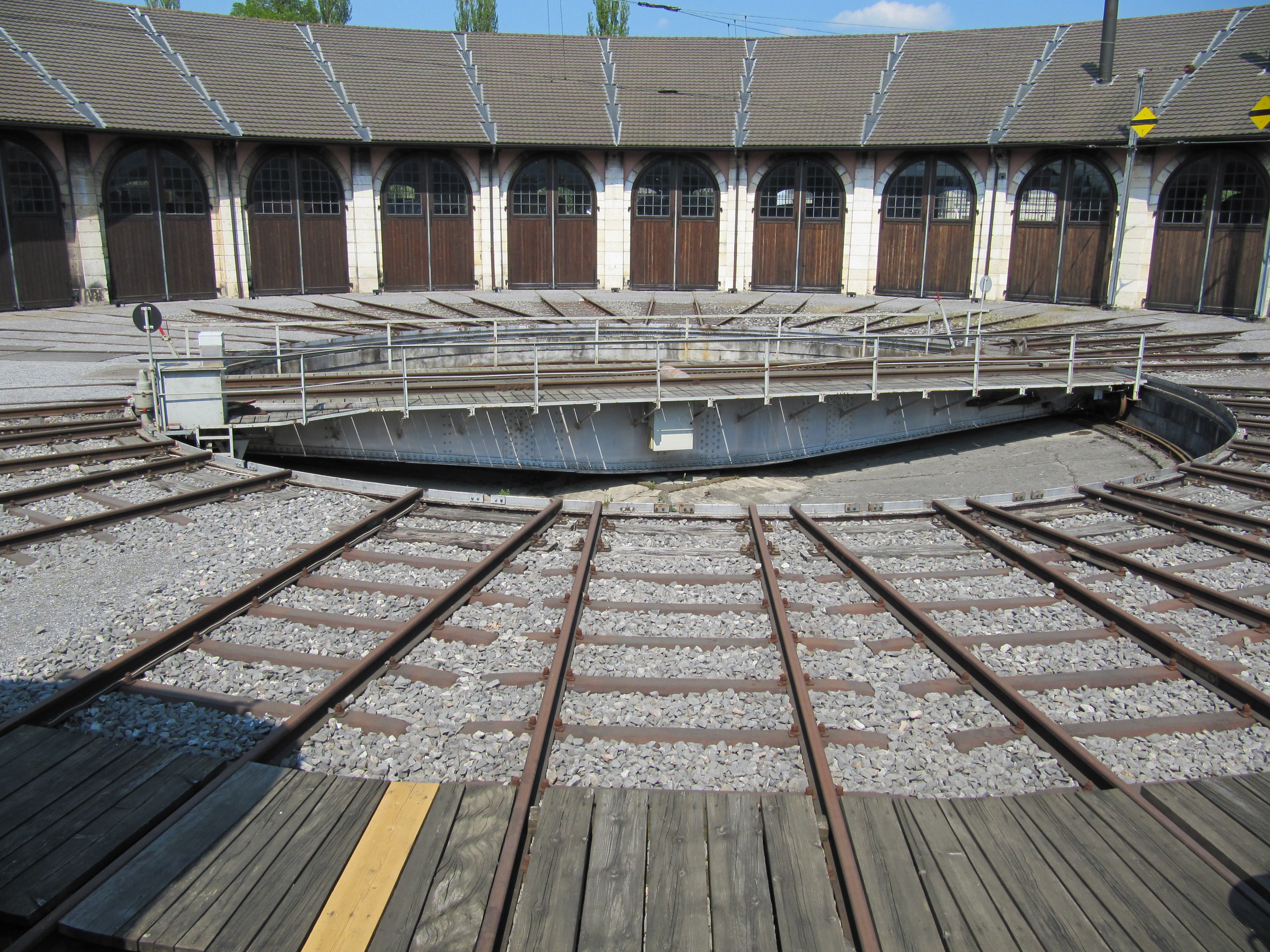